# Handebol nos Jogos Sul-Americanos de 2022
O handebol nos Jogos Sul-Americanos de 2022 foi realizado entre 6 e 15 de outubro de 2022 no Centro Olímpico de Treinamento (CEO) do Complexo SND em Assunção, Paraguai.
O torneio foi realizado entre 6 e 15 de outubro e os dois primeiros colocados dos torneios masculino e feminino classificaram-se diretamente para os Jogos Pan-Americanos de 2023.

## Torneio masculino

### Grupo único
| Time      | P | V | E | D | GP  | GC  | SG  | Pts. |
| --------- | - | - | - | - | --- | --- | --- | ---- |
| Argentina | 4 | 4 | 0 | 0 | 151 | 79  | +72 | 8    |
| Chile     | 4 | 3 | 0 | 1 | 138 | 94  | +44 | 6    |
| Uruguai   | 4 | 2 | 0 | 2 | 105 | 124 | -19 | 4    |
| Paraguai  | 4 | 0 | 1 | 3 | 107 | 155 | -48 | 1    |
| Venezuela | 4 | 0 | 1 | 3 | 98  | 147 | -49 | 1    |

| 11/10/2022 14:30 | Argentina | 43–17     | Venezuela | CEO Centro de Entrenamiento Olímpico, Assunção |
| 11/10/2022 14:30 | Robledo 9 | (22–7)    | Araque 4  | CEO Centro de Entrenamiento Olímpico, Assunção |
| 11/10/2022 14:30 | 3× 0×     | Relatório | 3× 2× 0×  | CEO Centro de Entrenamiento Olímpico, Assunção |

| 11/10/2022 16:30 | Paraguai | 29–33     | Uruguai | CEO Centro de Entrenamiento Olímpico, Assunção |
| 11/10/2022 16:30 | Duarte 7 | (15–14)   | Lima 5  | CEO Centro de Entrenamiento Olímpico, Assunção |
| 11/10/2022 16:30 | 4× 3× 0× | Relatório | 2× 0×   | CEO Centro de Entrenamiento Olímpico, Assunção |

| 12/10/2022 14:30 | Venezuela | 19–41     | Chile            | CEO Centro de Entrenamiento Olímpico, Assunção |
| 12/10/2022 14:30 | Noel 5    | (10–21)   | Pavez, Salgado 5 | CEO Centro de Entrenamiento Olímpico, Assunção |
| 12/10/2022 14:30 | 5× 1× 0×  | Relatório | 2× 1× 0×         | CEO Centro de Entrenamiento Olímpico, Assunção |

| 12/10/2022 16:30 | Paraguai  | 21–44     | Argentina | CEO Centro de Entrenamiento Olímpico, Assunção |
| 12/10/2022 16:30 | 'Ozorio 5 | (11–22)   | Robledo 9 | CEO Centro de Entrenamiento Olímpico, Assunção |
| 12/10/2022 16:30 | 5× 1× 0×  | Relatório | 4× 3× 0×  | CEO Centro de Entrenamiento Olímpico, Assunção |

| 13/10/2022 14:30 | Venezuela   | 35–35     | Paraguai  | CEO Centro de Entrenamiento Olímpico, Assunção |
| 13/10/2022 14:30 | Peñaloza 10 | (16–16)   | Salinas 9 | CEO Centro de Entrenamiento Olímpico, Assunção |
| 13/10/2022 14:30 | 2× 1×       | Relatório | 5× 1× 0×  | CEO Centro de Entrenamiento Olímpico, Assunção |

| 13/10/2022 16:30 | Chile     | 33–24     | Uruguai    | CEO Centro de Entrenamiento Olímpico, Assunção |
| 13/10/2022 16:30 | Frelijj 6 | (18–13)   | Chaparro 6 | CEO Centro de Entrenamiento Olímpico, Assunção |
| 13/10/2022 16:30 | 5× 3× 0×  | Relatório | 5× 1× 0×   | CEO Centro de Entrenamiento Olímpico, Assunção |

| 14/10/2022 14:30 | Uruguai               | 20–35     | Argentina   | CEO Centro de Entrenamiento Olímpico, Assunção |
| 14/10/2022 14:30 | Chaparro, Falabrino 4 | (10–14)   | Baronetto 7 | CEO Centro de Entrenamiento Olímpico, Assunção |
| 14/10/2022 14:30 | 1× 0×                 | Relatório | 3× 1× 0×    | CEO Centro de Entrenamiento Olímpico, Assunção |

| 14/10/2022 16:30 | Paraguai   | 22–43     | Chile              | CEO Centro de Entrenamiento Olímpico, Assunção |
| 14/10/2022 16:30 | Martínez 7 | (7−21)    | Ceballos, Donoso 6 | CEO Centro de Entrenamiento Olímpico, Assunção |
| 14/10/2022 16:30 | 4× 1× 0×   | Relatório | 3× 2× 0×           | CEO Centro de Entrenamiento Olímpico, Assunção |

| 15/10/2022 10:00 | Venezuela   | 27–28     | Uruguai  | CEO Centro de Entrenamiento Olímpico, Assunção |
| 15/10/2022 10:00 | Peñaloza 10 | (15–13)   | Rubbo 5  | CEO Centro de Entrenamiento Olímpico, Assunção |
| 15/10/2022 10:00 | 6× 2× 0×    | Relatório | 2× 1× 0× | CEO Centro de Entrenamiento Olímpico, Assunção |

| 15/10/2022 12:00 | Chile            | 21–29     | Argentina   | CEO Centro de Entrenamiento Olímpico, Assunção |
| 15/10/2022 12:00 | Er. Feuchtmann 5 | (9−17)    | Fernández 6 | CEO Centro de Entrenamiento Olímpico, Assunção |
| 15/10/2022 12:00 | 4× 2×            | Relatório | 5× 3× 0×    | CEO Centro de Entrenamiento Olímpico, Assunção |

## Classificação Final
|   | Argentina |
|   | Chile     |
|   | Uruguai   |
| 4 | Paraguai  |
| 5 | Venezuela |

|  | equipes qualificadas para os Jogos Pan-Americanos de 2023                                                |
|  | equipe qualificada para os Jogos Pan-Americanos de 2023 como sede.                                       |
|  | equipe qualificada para o Torneio de última chance de classificação para os Jogos Pan-Americanos de 2023 |
|  | equipe eliminada dos Jogos Pan-Americanos de 2023                                                        |

## Torneio feminino

### Grupo único
| Time      | P | V | E | D | GP  | GC  | SG   | Pts. |
| --------- | - | - | - | - | --- | --- | ---- | ---- |
| Brasil    | 5 | 5 | 0 | 0 | 176 | 73  | +103 | 10   |
| Paraguai  | 5 | 3 | 0 | 2 | 135 | 105 | +30  | 6    |
| Argentina | 5 | 3 | 0 | 2 | 136 | 95  | +41  | 6    |
| Uruguai   | 5 | 2 | 0 | 3 | 134 | 102 | +32  | 4    |
| Chile     | 5 | 2 | 0 | 3 | 130 | 112 | +18  | 4    |
| Bolívia   | 5 | 0 | 0 | 5 | 15  | 239 | −224 | 0    |

| 06/10/2022 14:00 | Brasil   | 34–19     | Paraguai  | CEO Centro de Entrenamiento Olímpico, Assunção |
| 06/10/2022 14:00 | Lima 6   | (18−8)    | Insfrán 7 | CEO Centro de Entrenamiento Olímpico, Assunção |
| 06/10/2022 14:00 | 5× 1× 0× | Relatório | 3× 1× 0×  | CEO Centro de Entrenamiento Olímpico, Assunção |

| 06/10/2022 16:00 | Argentina            | 48–1      | Bolívia | CEO Centro de Entrenamiento Olímpico, Assunção |
| 06/10/2022 16:00 | Cáceres, Pedernera 7 | (23–1)    | Pol 1   | CEO Centro de Entrenamiento Olímpico, Assunção |
| 06/10/2022 16:00 | 0×                   | Relatório | 2× 0×   | CEO Centro de Entrenamiento Olímpico, Assunção |

| 06/10/2022 18:00 | Chile            | 21–27     | Uruguai    | CEO Centro de Entrenamiento Olímpico, Assunção |
| 06/10/2022 18:00 | Araya, Ramírez 5 | (9–15)    | Barreiro 5 | CEO Centro de Entrenamiento Olímpico, Assunção |
| 06/10/2022 18:00 | 3× 1× 0×         | Relatório | 5× 1× 0×   | CEO Centro de Entrenamiento Olímpico, Assunção |

| 07/10/2022 14:00 | Paraguai  | 23–22     | Argentina              | CEO Centro de Entrenamiento Olímpico, Assunção |
| 07/10/2022 14:00 | Insfrán 5 | (8−9)     | Dalle Crode, Manzano 4 | CEO Centro de Entrenamiento Olímpico, Assunção |
| 07/10/2022 14:00 | 3× 2× 1×  | Relatório | 4× 2× 0×               | CEO Centro de Entrenamiento Olímpico, Assunção |

| 07/10/2022 16:00 | Bolívia             | 6–49      | Chile     | CEO Centro de Entrenamiento Olímpico, Assunção |
| 07/10/2022 16:00 | Avendaño, Cáceres 2 | (2−23)    | Castro 11 | CEO Centro de Entrenamiento Olímpico, Assunção |
| 07/10/2022 16:00 | 4× 0×               | Relatório | 0× 1× 0×  | CEO Centro de Entrenamiento Olímpico, Assunção |

| 07/10/2022 18:00 | Brasil                                | 29–25     | Uruguai   | CEO Centro de Entrenamiento Olímpico, Assunção |
| 07/10/2022 18:00 | Dos Santos, Luz, Rodriguez, Ventura 4 | (14–11)   | Ferrari 9 | CEO Centro de Entrenamiento Olímpico, Assunção |
| 07/10/2022 18:00 | 3× 2× 0×                              | Relatório | 1× 0×     | CEO Centro de Entrenamiento Olímpico, Assunção |

| 08/10/2022 14:00 | Uruguai    | 21–29     | Paraguai  | CEO Centro de Entrenamiento Olímpico, Assunção |
| 08/10/2022 14:00 | Barreiro 8 | (13–13)   | Insfrán 8 | CEO Centro de Entrenamiento Olímpico, Assunção |
| 08/10/2022 14:00 | 5× 0×      | Relatório | 5× 2× 0×  | CEO Centro de Entrenamiento Olímpico, Assunção |

| 08/10/2022 16:00 | Bolívia   | 1–54      | Brasil             | CEO Centro de Entrenamiento Olímpico, Assunção |
| 08/10/2022 16:00 | Cáceres 1 | (0–26)    | Bolzan, Resende 10 | CEO Centro de Entrenamiento Olímpico, Assunção |
| 08/10/2022 16:00 | 1× 0×     | Relatório | 1× 0×              | CEO Centro de Entrenamiento Olímpico, Assunção |

| 08/10/2022 18:00 | Chile    | 25–29     | Argentina | CEO Centro de Entrenamiento Olímpico, Assunção |
| 08/10/2022 18:00 | Müller 6 | (10–14)   | Manzano 6 | CEO Centro de Entrenamiento Olímpico, Assunção |
| 08/10/2022 18:00 | 3× 0×    | Relatório | 1× 0×     | CEO Centro de Entrenamiento Olímpico, Assunção |

| 09/10/2022 14:00 | Paraguai | 47–6      | Bolívia         | CEO Centro de Entrenamiento Olímpico, Assunção |
| 09/10/2022 14:00 | Aluan 13 | (22–4)    | Castillo, Pol 3 | CEO Centro de Entrenamiento Olímpico, Assunção |
| 09/10/2022 14:00 | 0×       | Relatório | 2× 0×           | CEO Centro de Entrenamiento Olímpico, Assunção |

| 09/10/2022 16:00 | Argentina | 22-20     | Uruguai             | CEO Centro de Entrenamiento Olímpico, Assunção |
| 09/10/2022 16:00 | Mena 5    | (13−8)    | Barreiro, Schinca 5 | CEO Centro de Entrenamiento Olímpico, Assunção |
| 09/10/2022 16:00 | 1× 0×     | Relatório | 1× 0× 1×            | CEO Centro de Entrenamiento Olímpico, Assunção |

| 09/10/2022 18:00 | Brasil                   | 33–13     | Chile   | CEO Centro de Entrenamiento Olímpico, Assunção |
| 09/10/2022 18:00 | Fjellhein, Lima, Lopes 5 | (17–8)    | Gómez 3 | CEO Centro de Entrenamiento Olímpico, Assunção |
| 09/10/2022 18:00 | 1× 0×                    | Relatório | 3× 0×   | CEO Centro de Entrenamiento Olímpico, Assunção |

| 10/10/2022 14:00 | Uruguai   | 41–1      | Bolívia | CEO Centro de Entrenamiento Olímpico, Assunção |
| 10/10/2022 14:00 | Schinca 9 | (20–0)    | Pol 1   | CEO Centro de Entrenamiento Olímpico, Assunção |
| 10/10/2022 14:00 | 0× 1× 0×  | Relatório | 7× 1×   | CEO Centro de Entrenamiento Olímpico, Assunção |

| 10/10/2022 16:00 | Paraguai  | 17–22     | Chile    | CEO Centro de Entrenamiento Olímpico, Assunção |
| 10/10/2022 16:00 | Fleitas 6 | (10-11)   | Müller 7 | CEO Centro de Entrenamiento Olímpico, Assunção |
| 10/10/2022 16:00 | 7× 1×     | Relatório | 2× 1× 0× | CEO Centro de Entrenamiento Olímpico, Assunção |

| 10/10/2022 18:00 | Brasil     | 26–15     | Argentina | CEO Centro de Entrenamiento Olímpico, Assunção |
| 10/10/2022 18:00 | Carvalho 6 | (14–9)    | Ponce 4   | CEO Centro de Entrenamiento Olímpico, Assunção |
| 10/10/2022 18:00 | 3× 0×      | Relatório | 1× 0×     | CEO Centro de Entrenamiento Olímpico, Assunção |

## Classificação Final
|   | Brasil    |
|   | Paraguai  |
|   | Argentina |
| 4 | Uruguai   |
| 5 | Chile     |
| 6 | Bolívia   |

|  | equipes qualificadas para os Jogos Pan-Americanos de 2023                                                   |
|  | equipe já qualificada para os Jogos Pan-Americanos de 2023 como sede.                                       |
|  | equipe já qualificada para os Jogos Pan-Americanos de 2023 através dos Jogos Pan-Americanos Junior de 2021. |
|  | equipe qualificada para o Torneio de última chance de classificação para os Jogos Pan-Americanos de 2023    |
|  | equipe eliminada dos Jogos Pan-Americanos de 2023                                                           |